# НАВАПА
НАВАПА (англ. North American Water and Power Alliance, NAWAPA) — неосуществлённый проект переброски воды рек Аляски и северо-запада Канады на юг для водоснабжения засушливых районов Канады, США и Мексики.
Проект разрабатывался в 1950-е годы Корпусом инженеров Армии США, однако впоследствии был заброшен.
Для переброски воды планировалось построить большое количество каналов, акведуков и тоннелей; на пути этих искусственных водных потоков проектировались мощные ГЭС. Проект включал также ряд судоходных каналов, не связанных с водоснабжением.

## Сравнение спроектом Обь-Каспийского канала
| Показатель                                       | ОКК  | НАВАПА |
| ------------------------------------------------ | ---- | ------ |
| Предельный объём перебрасываемого стока, км³/год | 60   | 196    |
| Объем земельно-скальных работ, млрд м³           | 20   | 35     |
| Длина магистрального канала, км                  | 2300 | 2000   |